# Eleições estaduais em Sergipe em 1958
As eleições estaduais em Sergipe em 1958 ocorreram em 3 de outubro como parte das eleições gerais no Distrito Federal, em 20 estados e nos territórios federais do Acre, Amapá, Rondônia e Roraima. Ao fim da apuração foram eleitos o governador Luís Garcia, o vice-governador Dionísio Machado e o senador Heribaldo Vieira, além de sete deputados federais e trinta e dois deputados estaduais.
Nascido em Rosário do Catete, o advogado Luís Garcia formou-se em 1932 pela Faculdade de Direito da Universidade Federal da Bahia, atuando como promotor de justiça antes de eleger-se deputado estadual em outubro de 1934, participando, a partir de maio do ano seguinte, da Assembleia Estadual Constituinte que promulgou a Carta Magna sergipana. A seguir, exerceu o mandato até que o mesmo foi extinto pelo Estado Novo em 1937. Seu regresso à política ocorreu via UDN em 1945 quando ficou na primeira suplência ao disputar um mandato de deputado federal. Prosseguindo em sua vida pública, foi eleito deputado federal em 1950 e 1954 e governador de Sergipe em 1958.
Também vitorioso foi o agropecuarista Dionísio Machado, que na década de 1940 foi prefeito de Lagarto e em 1958 foi eleito vice-governador de Sergipe via UDN, assumindo o governo em 6 de julho de 1962 quando Luís Garcia renunciou ao mandato para disputar uma cadeira de senador.
Natural de Capela, o advogado Heribaldo Vieira graduou-se em 1928 pela Faculdade de Direito do Recife da Universidade Federal de Pernambuco e quatro anos antes fora secretário de Educação no governo Graco Cardoso. No mesmo ao de sua formatura foi nomeado promotor de justiça na comarca de Capela e também foi eleito deputado estadual em Sergipe, afastando-se da Assembléia Legislativa para exercer o cargo de secretário de Segurança Pública no governo Manuel Dantas. Redator do Correio de Aracaju, dirigiu esse jornal de 1934 a 1941, quando advogou em Aracaju. Em 1944 assumiu a presidência da seccional sergipana da Ordem dos Advogados do Brasil e em 1945 foi nomeado diretor de Instrução Pública de Sergipe. Eleito deputado federal pela UDN em 1945, subscreveu a Constituição de 1946. Embora não tenha sido reeleito nos dois pleitos seguintes, foi procurador da Fazenda Municipal de Aracaju e secretário de Justiça no governo Leandro Maciel, sendo eleito senador em 1958.

## Resultado da eleição para governador
Com informações da Justiça Eleitoral.
| Candidatos a governador do estado | Candidatos a vice-governador | Número | Coligação                                 | Votação | Percentual |
| --------------------------------- | ---------------------------- | ------ | ----------------------------------------- | ------- | ---------- |
| Luís Garcia UDN                   | Ver abaixo -                 | -      | UDN, PST                                  | 56.837  | 50,22%     |
| José Rollemberg Leite PSD         | Ver abaixo -                 | -      | Aliança Social Democrática (PSD, PR, PST) | 52.530  | 46,42%     |
| Francisco Macedo PTB              | Ver abaixo -                 | -      | PTB (sem coligação)                       | 3.803   | 3,36%      |
| Fontes:                           |                              |        |                                           |         |            |

## Resultado da eleição para vice-governador
Com informações da Justiça Eleitoral.
| Candidatos a governador do estado | Candidatos a vice-governador | Número | Coligação                                 | Votação | Percentual |
| --------------------------------- | ---------------------------- | ------ | ----------------------------------------- | ------- | ---------- |
| Ver acima -                       | Dionísio Machado UDN         | -      | UDN, PST                                  | 54.191  | 50,20%     |
| Ver acima -                       | Edelzio Melo PSD             | -      | Aliança Social Democrática (PSD, PR, PST) | 50.997  | 47,24%     |
| Ver acima -                       | Emílio Gentil PTB            | -      | PTB (sem coligação)                       | 2.768   | 2,56%      |
| Fontes:                           |                              |        |                                           |         |            |

## Resultado da eleição para senador
Conforme disposto pelo Tribunal Superior Eleitoral.
| Candidatos a senador da República | Candidatos a suplente de senador | Número | Coligação                                 | Votação | Percentual |
| --------------------------------- | -------------------------------- | ------ | ----------------------------------------- | ------- | ---------- |
| Heribaldo Vieira UDN              | Ver abaixo -                     | -      | UDN, PST                                  | 55.999  | 52,52%     |
| Júlio César Leite PSD             | Ver abaixo -                     | -      | Aliança Social Democrática (PSD, PR, PST) | 50.630  | 47,48%     |

## Resultado da eleição para suplente de senador
Dados extraídos do Tribunal Superior Eleitoral.
| Candidatos a senador da República | Candidatos a suplente de senador | Número | Coligação                                 | Votação | Percentual |
| --------------------------------- | -------------------------------- | ------ | ----------------------------------------- | ------- | ---------- |
| Ver acima -                       | Albino Fonseca UDN               | -      | UDN, PST                                  | 53.579  | 52,59%     |
| Ver acima -                       | Durval Cruz PSD                  | -      | Aliança Social Democrática (PSD, PR, PST) | 48.298  | 47,41%     |
| Fontes:                           |                                  |        |                                           |         |            |

## Deputados federais eleitos
São relacionados os candidatos eleitos com informações complementares da Câmara dos Deputados.

Representação eleita
  UDN: 4
  PSD: 2
  PR: 1

| Deputados federais eleitos | Partido | Votação | Percentual | Cidade onde nasceu | Unidade federativa |
| Leite Neto                 | PSD     | 18.794  |            | Riachuelo          | Sergipe            |
| Lourival Batista           | UDN     | 13.722  |            | Entre Rios         | Bahia              |
| Passos Porto               | UDN     | 11.328  |            | Itabaiana          | Sergipe            |
| Armando Rollemberg         | PR      | 11.270  |            | Japaratuba         | Sergipe            |
| Seixas Dória               | UDN     | 10.633  |            | Propriá            | Sergipe            |
| Arnaldo Garcez             | PSD     | 8.141   |            | Itaporanga d'Ajuda | Sergipe            |
| Euvaldo Diniz              | UDN     | 6.940   |            | Laranjeiras        | Sergipe            |
| Fontes:                    |         |         |            |                    |                    |

## Deputados estaduais eleitos
Foram eleitos 32 deputados estaduais para a Assembleia Legislativa de Sergipe.

Representação eleita
  UDN: 15
  PSD: 7
  PR: 6
  PTB: 3
  PSP: 1

| Deputados estaduais eleitos         | Partido | Votação | Percentual | Cidade onde nasceu      | Unidade federativa |
| Roosevelt Dantas Cardoso de Menezes | PR      | 3.859   | 3,40%      | Aracaju                 | Sergipe            |
| Balthazar Francisco dos Santos      | PSD     | 3.432   | 3,03%      | Ribeirópolis            | Sergipe            |
| Durval Militão de Araújo            | PTB     | 3.370   | 2,97%      | Aracaju                 | Sergipe            |
| Sebastião de Aguiar Figueiredo      | UDN     | 2.423   | 2,14%      | Rosário do Catete       | Sergipe            |
| Pedro Barreto de Andrade            | PSD     | 2.331   | 2,05%      | Simão Dias              | Sergipe            |
| José Onias de Carvalho              | UDN     | 2.238   | 1,97%      | São José do Belmonte    | Pernambuco         |
| Napoleão Angélio de Oliveira Dórea  | UDN     | 2.146   | 1,89%      | Poço Redondo            | Sergipe            |
| Rosendo Ribeiro                     | UDN     | 2.018   | 1,78%      | Lagarto                 | Sergipe            |
| Manuel Cabral Machado               | PSD     | 2.012   | 1,77%      | Itaporanga d'Ajuda      | Sergipe            |
| Antônio Torres Júnior               | UDN     | 1.925   | 1,70%      | Canhoba                 | Sergipe            |
| Oseas Cavalcanti Batista            | UDN     | 1.919   | 1,69%      | Cristinápolis           | Sergipe            |
| Manuel Conde Sobral                 | PSD     | 1.874   | 1,65%      | Salgado                 | Sergipe            |
| José Almeida Fontes                 | UDN     | 1.873   | 1,65%      | Neópolis                | Sergipe            |
| Pedro Paes Mendonça                 | UDN     | 1.859   | 1,64%      | Ribeirópolis            | Sergipe            |
| Celso Carvalho                      | PSD     | 1.857   | 1,64%      | Simão Dias              | Sergipe            |
| Alcides Alves da Silva Pereira      | PR      | 1.836   | 1,62%      | Alagoinhas              | Bahia              |
| José Nivaldo dos Santos             | PR      | 1.828   | 1,61%      | Boquim                  | Sergipe            |
| Cândido Dortas Mendonça             | PSP     | 1.771   | 1,56%      | Simão Dias              | Sergipe            |
| Horácio de Góis                     | PSD     | 1.712   | 1,51%      | Riachão do Dantas       | Sergipe            |
| Pedro Soares                        | PR      | 1.709   | 1,51%      | Barra dos Coqueiros     | Sergipe            |
| Joaquim Martins Fontes              | PSD     | 1.702   | 1,50%      | Lagarto                 | Sergipe            |
| Viana de Assis                      | PR      | 1.691   | 1,49%      | Aracaju                 | Sergipe            |
| Antônio Francisco de Jesus          | UDN     | 1.678   | 1,48%      | Itabaiana               | Sergipe            |
| José Carlos Sousa                   | PR      | 1.675   | 1,48%      | Nossa Senhora da Glória | Sergipe            |
| Benjamin Fernandes Fontes           | UDN     | 1.669   | 1,47%      | Capela                  | Sergipe            |
| João Moreira Filho                  | UDN     | 1.654   | 1,46%      | Pedra Mole              | Sergipe            |
| Antônio Machado                     | UDN     | 1.644   | 1,45%      | Propriá                 | Sergipe            |
| Temístocles Diniz Gonçalves         | UDN     | 1.644   | 1,45%      | Laranjeiras             | Sergipe            |
| José Pereira Filho                  | UDN     | 1.632   | 1,44%      | Estância                | Sergipe            |
| Walney Leal de Melo                 | UDN     | 1.596   | 1,41%      | Aracaju                 | Sergipe            |
| Deoclécio Vieira da Silva           | PTB     | 1.124   | 0,99%      | Itabaiana               | Sergipe            |
| Hildebrando Torres de Sousa         | PTB     | 1.003   | 0,88%      | São Cristóvão           | Sergipe            |
| Fontes:                             |         |         |            |                         |                    |